# Maarten Claeyssens
Maarten Claeyssens (Gent, 24 december 1975) is een Vlaams acteur. Hij is actief in film, theater en op televisie.

## Biografie
Claeyssens studeerde af in 1999 aan de toneelafdeling Dora van der Groen van het Koninklijk Conservatorium Antwerpen. Tijdens zijn opleiding deed hij stages bij Het Zuidelijk Toneel onder leiding van Ivo van Hove en bij Theater De Schaduw van Piet Arfeuille. In 2000 speelde hij bij het NTG in Dansen op mijn Graf, een regie van Jan Steen.
Van 2000 tot 2003 was hij als acteur verbonden aan Toneelgroep Amsterdam. Hij speelde er onder andere in stukken van Ivo van Hove, Pierre Audi en Gerardjan Rijnders. Hij vertolkte er jaarlijks verschillende rollen, waaronder hoofdrollen in The Massacre at Paris, Oedipus, True love en Carmen. 
Sinds 2003 werkt hij voor verschillende theatergezelschappen, waaronder De TIJD, De Werf, Jonge Sla Producties en Sprookjes en zo.
Hij maakte zijn filmdebuut in 2000 als Nicolas in de film Nicolas van Erik Lamens. Met Peter Van den Begin speelde hij in 2003 de hoofdrol in de tv-film Hotel Bellevue van Willem van de Sande Bakhuyzen (KRO). Hij speelde verder hoofdrollen in de kortfilm Awake / Asleep van Jasmina Fekovic (NPS) en in de kortfilm Droomtijd van Tom Van Avermaet. In 2007 maakte hij deel uit van de hoofdcast van de film Ben X van Nic Balthazar. In 2012 speelde hij Iggy Pop in de film Dave, een hommage van Radio Soulwax aan David Bowie.
Op televisie vertolkte hij talrijke rollen in verschillende series. Hij speelde gastrollen in o.a. Recht op Recht, Flikken, Rupel, Kinderen van Dewindt, Aspe, Spoed, Wittekerke, Zone Stad, Witse, David, Code 37, Vermist, Charlie en 13 Geboden. Voor Studio 100 speelde hij in Mega Mindy, Amika, Rox, Kosmoo en Nachtwacht. In de telenovelle Sara speelde hij de vaste gastrol Steven De Sutter. Bij het grote publiek raakte hij vooral bekend door zijn vertolking van het personage Rafael Campo in de serie Thuis. 
In de Vlaamse vertaling van de animatiereeks Nexo Knights op Ketnet spreekt hij de stem in van onder meer Lancelot 'Lance' Richmond.

## Overzicht rollen

### Televisieseries
- 2002 - Recht op Recht (TV1), als Michael Nachtegaele in de aflevering Nachtvlucht
- 2003 - Flikken (TV1), als Dimitri Schoukens in de aflevering Kassa
- 2004 - Rupel (VTM), als Adriaan  in de aflevering Liefde, liefde niets dan liefde
- 2005 - Kinderen van Dewindt (één), als Franky in de aflevering Een nieuwe wind
- 2005 - Enneagram (KRO), als Gideon in de aflevering Hotel Bellevue
- 2006 - Aspe (VTM), als Stany Joengbloed in de aflevering Corpus delicti
- 2007 - Kinderen van Dewindt (één), als vastgoedmakelaar in de aflevering Return on Investments
- 2007-2008 - Sara (VTM), als Steven De Sutter
- 2008 - Spoed (VTM), als Gino in de aflevering Altijd de liefde
- 2008 - Wittekerke (VTM), als dr. Chris Stevens in de afleveringen 1064 t.e.m. 1067
- 2008 - Zone Stad (VTM), als Geert Dehondt in de aflevering Onzichtbaar
- 2009 - Familie (VTM), als Sebastien Legrand
- 2009 - Aspe (VTM), als Nick Van Avermaet in de aflevering De perfecte moord
- 2009 - Amika (Studio 100), als Producer in de aflevering The International Singing Sensation
- 2010 - David (VTM), als documentairemaker Niels
- 2010 - Witse (één), als Pierre Lallemant in de afleveringen De informant (deel 1) en De informant (deel 2)
- 2011-2012 - Thuis (één), als Rafael Campo
- 2011 - Code 37 (VTM), als Luc Bouden in de aflevering Tweede kans
- 2011 - Mega Mindy (Ketnet), als Bas in de aflevering Het pianoconcert
- 2012 - Vermist (VIER), als Carl Delaere in de afleveringen Hanne en Marie
- 2012 - Aspe (VTM), als Carinus De Starck in de aflevering Bloedmooi
- 2013 - Familie (VTM), als Alex De Grauwe
- 2013 - Rox (Ketnet), als Evert in de aflevering Quad Terreur
- 2016 - kosmoo (Studio 100 TV, ZAPP), als Frank in de aflevering Niet zuiver op de graat
- 2016 - Nachtwacht (Ketnet), als de Safnari in de aflevering De Safnari
- 2017 - 13 Geboden (VTM), als dr. Vervaet

### Films

#### Langspeelfilms
- 2000 - Nicolas als Nicolas
- 2007 - Ben X als Desmet
- 2011 - Quixote's Island als Joeri
- 2012 - Dave als Iggy Pop

#### Kortfilms
- 2003 - Love Machine
- 2003 - Awake / Asleep als zichzelf
- 2006 - Droomtijd als Alex Deprins